# Berijpte geurgroefbij
De berijpte geurgroefbij (Lasioglossum albipes) is een vliesvleugelig insect uit de familie Halictidae. De wetenschappelijke naam van de soort is voor het eerst geldig gepubliceerd in 1781 door Fabricius.